# A Kiss Before Dying (1991)
A Kiss Before Dying is een Amerikaanse romantische thriller uit 1991 geregisseerd door James Dearden. De film is gebaseerd op het boek "Een kus voor je sterft" van Ira Levin.

## Verhaal
Dorothy Carlsson, een studente aan de universiteit van Pennsylvania, is van rijke komaf dankzij de koperraffinaderij van haar familie. Ze heeft een afspraak met Jonathan Corliss, haar geheim vriendje, met wie ze wil trouwen. Wanneer blijkt dat de betreffende dienst gesloten is wegens middagpauze neemt Jonathan haar naar het dak van het gemeentehuis. Daar duwt hij ze van het gebouw af. Nadat blijkt dat ze zwanger was, is haar vader Thor van mening dat het zelfmoord betreft uit schaamte. Haar identieke tweelingzus Ellen is sceptisch.
Jonathan keert naar zijn moeder in Pittsburgh en belooft haar een groot man te worden. Hij verhuist daarop naar New York. Daar vermoordt hij Jay Farady, een zwerver wiens ouders zijn verongelukt in Korean Air-vlucht 007, en neemt Farady's identiteit aan.
Vier maanden later werkt Ellen in een opvangtehuis in New York en ontmoet daar Jay met wie ze een relatie start. Ze heeft detective Dan Corelli ingeschakeld om de dood van haar zus te onderzoeken. Als bewijs heeft ze een trouwtekening gedateerd op de dag van Dorothy's dood en is van mening dat ze door een vriendje werd vermoord, maar Corelli is niet overtuigd van deze hypothese.
Ellen komt in contact met Tommy Roussell, een voormalig vriendje van Dorothy. Hij herinnert zich dat Ellen met iemand uitging kort voor haar dood. Tommy gaat op zoek naar foto's in jaarboeken. Jonathan achterhaalt dit, wurgt Tommy en laat een vals afscheidsbericht achter op diens computer. Ellen concludeert dat Tommy de moordenaar was.
Ellen en Jay trouwen en hij start in de kopermijn. Patricia Farren, een vriendin van Dorothy, herinnert zich de jongen met wie Dorothy uitging voor haar dood en kan hem beschrijven. Ze belt naar de familie Carlsson, maar Jay neemt op. Dit euvel lost hij op door Patricia te vermoorden en in East River te dumpen.
Ellen wordt opgebeld door een detective die de verdwijning van Patricia onderzoekt. Ze verneemt ook dat Tommy in een instelling zat toen Dorothy vermoord werd en dus niet de dader kan zijn. Ze neemt opnieuw contact op met Corelli, maar hij vindt nogmaals dat er onvoldoende aanwijzingen zijn om een onderzoek te starten.
Wanneer Ellen en Jay in een bar zitten, wordt Jay aangesproken door een oude kennis van hem. Jay blijft volhouden dat hij niet Jonathan is, maar een dubbelganger en dit ontaard in een gevecht. Ellen vindt dit verdacht en raadpleegt de jaarboeken van de school. Daar vindt ze een foto van Jonathan die verdacht veel lijkt op Jay. Ellen vindt de moeder van Jonathan, maar zij beweert dat haar zoon zelfmoord pleegde en zijn lichaam nooit is gevonden. Ellen gaat op zoek in het huis en vindt een koffer met krantenartikelen over de dood van Dorothy. Ze vindt ook een aansteker die van Dorothy was.
Eenmaal thuis biecht Jonathan alles op: hij vermoordde Faraday en ging een relatie met Ellen aan om het fortuin te vergaren. Hij raakte in paniek toen hij vernam dat Dorothy zwanger was en vermoordde haar in een opwelling. Daarop tracht hij Ellen te vermoorden, maar ze kan ontsnappen. Jonathan zet de achtervolging in, maar wordt dan dodelijk geraakt door een passerende trein van de kopermijn.

## Rolverdeling
| Acteur        | Personage              |
| ------------- | ---------------------- |
| Matt Dillon   | Jonathan Corliss       |
| Sean Young    | Ellen/Dorothy Carlsson |
| Max von Sydow | Thor Carlsson          |
| Diane Ladd    | Mrs. Corliss           |
| James Russo   | Dan Corelli            |
| Ben Browder   | Tommy Roussell         |
| Martha Gehman | Patricia Farren        |
| Jim Fyfe      | Terry Dieter           |
| Lachele Carl  | Reporter               |
| Shane Rimmer  | Malley                 |
| Adam Horovitz | Jay Faraday            |

## Verschillen met het boek
In vergelijking met het boek heeft de film enkele wijzigingen waaronder
- Het personage Jonathan heet in het boek Bud, of eigenlijk voluit Burton.
- De familie Carlsson heet in het boek Kingship.
- Het personage Marion Kingship, een zus van Ellen en Dorothy, komt niet in de film voor. In het boek vermoordt Bud ook Ellen, om naderhand trouwplannen te maken met Marion.
- In het boek neemt Corliss geen andere identiteit aan na de moord op Dorothy.
- Het personage Gant, een medewerker van de mijn, verdenkt Jonathan. In de film is hij een detective die de dood van Dorothy onderzocht.
- In het boek sterft Bud uiteindelijk na een val in een vat gesmolten koper.

## Nominaties
| Westrijd                     | Categorie                | Ontvanger(s)                     | Resultaat | Ref.  |
| ---------------------------- | ------------------------ | -------------------------------- | --------- | ----- |
| Golden Raspberry Awards 1991 | Worst Actress            | Sean Young in de rol van Ellen   | Gewonnen  | [ 1 ] |
| Golden Raspberry Awards 1991 | Worst Supporting Actress | Sean Young in de rol van Dorothy | Gewonnen  | [ 1 ] |